# Barbara Illingworth Brown
Barbara Allan Illingworth Brown (* 12. Mai 1924 in Hartford als Barbara Allan Illingworth; † 27. September 2016 in Madison) war eine amerikanische Biochemikerin. Sie arbeitete hauptsächlich an der Washington University in St. Louis.

## Bildung und Karriere
Brown wurde in Hartford, Connecticut, geboren und zog später nach Pennsylvania, als die Familie aufgrund der Anstellung ihres Vaters im Versicherungswesen umzog. Brown machte ihren Abschluss am Smith College im Jahr 1946. Sie arbeitete mit Jane Russell an der Yale University und promovierte 1950 in Physikalischer Chemie. Nach dem Abschluss ihrer Promotion bewarb sich Brown um eine Stelle bei der Nobelpreisträgerin Gerty Cori und wurde Research Associate Professor für Biochemie an der Washington University in St. Louis und Established Investigator der American Heart Association. Später arbeitete sie auch mit Coris Ehemann und ebenfalls Nobelpreisträger Carl Ferdinand Cori zusammen. 1989 setzte sie sich zur Ruhe.
Brown war von 1972 bis 1974 Mitglied des National Advisory General Medical Sciences Council an den National Institutes of Health. Sie wurde mit 1983 mit der Wilbur Cross Medal der Yale University ausgezeichnet.

## Forschung
Brown untersuchte die Struktur von Glykogen und Amylopektinen. Dabei definierte sie den Weg und die Mechanismen der Phosphorylase-Enzyme. Zu ihren Forschungsarbeiten gehörte die Entdeckung von Enzymen in einem bisher unbekannten Weg zur Verarbeitung von Glykogen. In der Folge erforschte sie Krankheiten, die mit der Speicherung von Glykogen zusammenhängen und bei denen diese Enzyme fehlten. Sie wandte einige der Erkenntnisse von Carl Cori auf medizinische Fälle an. Und bestätigte 1970 den zweiten bekannten Fall von Fructose-Bisphosphatase-Mangel, einer seltenen Stoffwechselstörung. Eine ähnliche Rolle spielte sie bei der therapeutischen Forschung zur Glykogenspeicherkrankheit Typ I.

## Persönliches
Ihr Mann, David H. Brown war ebenfalls Wissenschaftler. Sie arbeiteten gemeinsam an der Forschung zur Polysaccharidsynthese und zu Glykogenspeicherkrankheiten. Von Freunden und Kollegen wurde sie „Bobbie“ genannt.

## Publikationen (Auswahl)
- Barbara Illingworth, JJane A. Russel: The Effects of Growth Hormone on Glycogen in Tissues of the Rat1. In: Endocrinology. 48. Jahrgang, Nr. 4, 1951, ISSN 0013-7227, OCLC 4631825308, S. 423–434, doi:10.1210/endo-48-4-423, PMID 14831545 (englisch).
- Barbara Illingworth, Hendrik S. Jansz, David H. Brown, Carl F. Cori: Observations on the Function of Pyridoxal-5-Phosphate in Phosphorylase. In: Proceedings of the National Academy of Sciences. 44. Jahrgang, Nr. 12, 15. Dezember 1958, ISSN 0027-8424, S. 1180–1191, doi:10.1073/pnas.44.12.1180, PMID 16590330, PMC 528705 (freier Volltext), bibcode:1958PNAS...44.1180I (englisch).
- Barbara Illingworth, David H. Brown, Carl F. Cori: The De Novo Synthesis of Polysaccharide by Phosphorylase. In: Proceedings of the National Academy of Sciences. 47. Jahrgang, Nr. 4, 1. April 1961, ISSN 0027-8424, S. 469–478, doi:10.1073/pnas.47.4.469, PMID 13717528, PMC 221475 (freier Volltext), bibcode:1961PNAS...47..469I (englisch).
- Walter R Eberlein, Barbara A Illingworth, James B Sidbury: Heterogeneous glycogen storage disease in siblings and favorable response to synthetic androgen administration. In: AJM the American Journal of Medicine. 33. Jahrgang, Nr. 1, 1962, ISSN 0002-9343, OCLC 4922525423, S. 20–26, doi:10.1016/0002-9343(62)90273-5, PMID 13889017 (englisch).
- Barbara Illingworth Brown, David H Brown: Lack of an α -1,4-Glucan: α -1,4-Glucan 6-glycosyl Transferase in a Case of Type IV Glycogenosis. In: Proceedings of the National Academy of Sciences of the United States of America. 56. Jahrgang, Nr. 2, 1966, ISSN 0027-8424, OCLC 5554094258, S. 725–729, doi:10.1073/pnas.56.2.725, PMID 5229990, PMC 224432 (freier Volltext), bibcode:1966PNAS...56..725B (englisch).